# Exopsyllomyia karakumensis
Exopsyllomyia karakumensis är en tvåvingeart som först beskrevs av Marikovskij 1957.  Exopsyllomyia karakumensis ingår i släktet Exopsyllomyia och familjen gallmyggor.
Artens utbredningsområde är Turkmenistan. Inga underarter finns listade i Catalogue of Life.